# Де Робертис, Джузеппе
Джузеппе Де Робертис (итал. Giuseppe De Robertis; 7 июня 1888, Матера — 7 сентября 1963, Флоренция) — итальянский литературовед, литературный критик, педагог.

## Биография
В 1907 года переехал во Флоренцию, где обучался в Институте высших исcледований.
Позже преподавал во Флорентийской консерватории; в 1938—1958 годах был заведующим кафедрой итальянской литературы Флорентийского университета. Некоторое время читал лекции в Болонье, затем вновь вернулся во Флорентийскую консерваторию.
Автор работ о творчестве Дж. Леопарди, А. Мандзони, Дж. Унгаретти, А. Полициано, Дж. Парини, У. Фосколо и других классиков итальянской литературы; критических статей о писателях XX века.
Исследовательский метод Де Робертиса основан на пристальном стилистическом анализе текста, изучении истории его создания, а также поиске «лирического центра» поэтического произведения при намеренном игнорировании его биографического и исторического контекста.
Похоронен во Флоренции на кладбище Порте-Санте.

## Избранные публикации
- Saggio su Leopardi, Milano, 1937 (ed. aum., Firenze, 1944, 1946, 1960);
- Scrittori del Novecento, Firenze, 1940;
- Studi, Firenze, 1944;
- Primi studi manzoniani e altre cose, Firenze, 1949;
- Altro Novecento, Firenze, 1962
- Poeti lirici dei secoli XVII e XIX, Firenze, I ed. 1923;
- A. Poliziano (Le Stanze, Orfeo e le Rime),  Firenze 1932;
- Renato Serra, in collaborazione con L. Ambrosini e A. Grilli, Firenze, 1934;
- Epistolario R. Serra, Scritti, 2 voll., Firenze, 1938, in coll. con A. Grilli;
- G. Panni, Poesie, Firenze, 1935;
- G. Ungaretti, Apparato critico delle varianti de «L’allegria», «Sentimento del tempo» e delle «Poesie disperse», Milano, 1945.

## Награды
- Лауреат премии Фельтринелли (1962).